# بازیکنی از بازیکنان
بازیکنی از بازیکنان (به هندی: Khiladiyon Ka Khiladi)فیلمی محصول سال ۱۹۹۶ و به کارگردانی اومش مهرا است. در این فیلم بازیگرانی همچون آکشی کومار، ریکا، راوینا تاندون، گلشن گروور، ایندر کومار، دالی بیندرا ایفای نقش کرده‌اند. این فیلم چهارمین قسمت از سری فیلم‌های بازیکن است.